# Giechburg

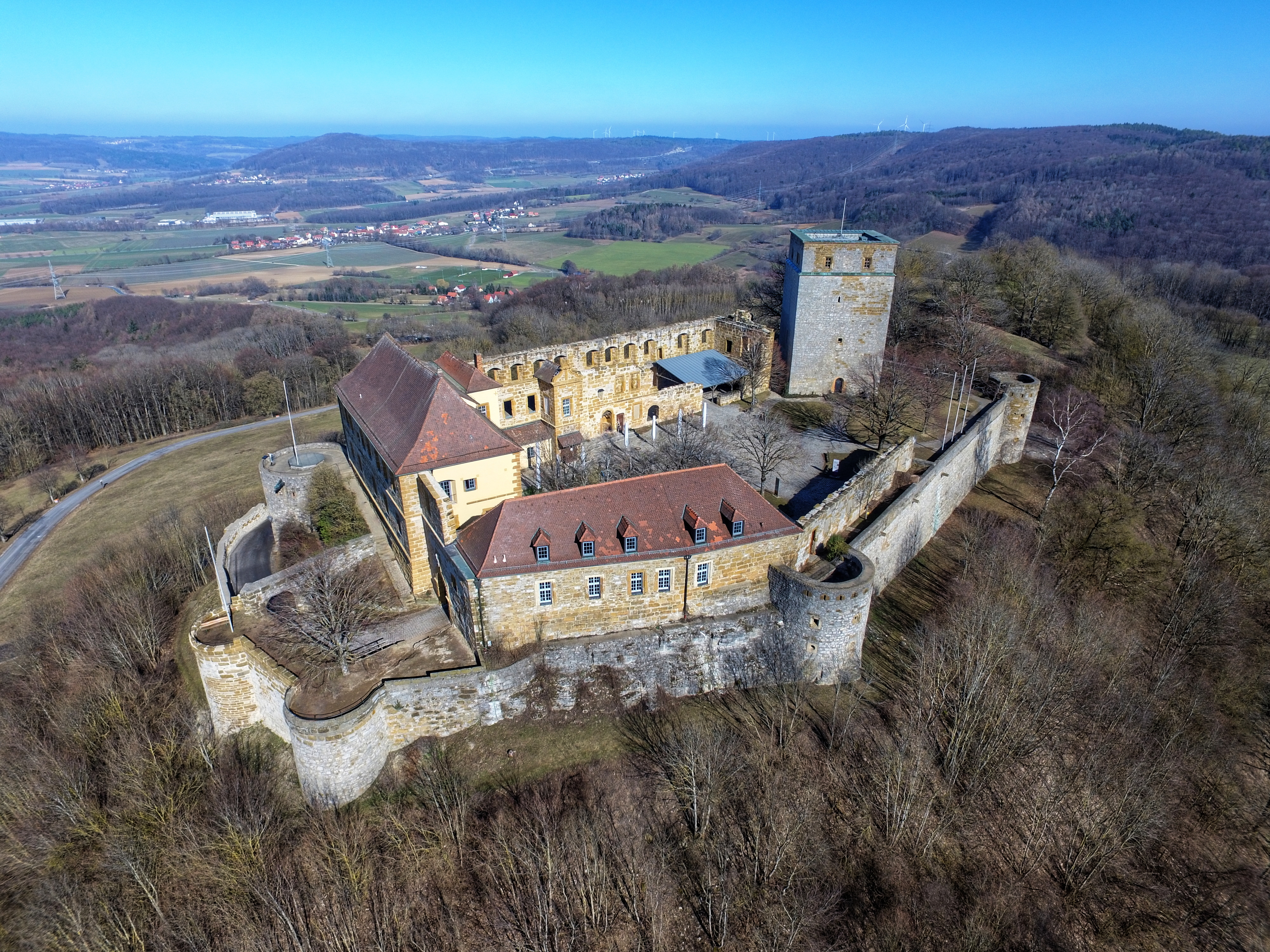
Ansicht der Burganlage

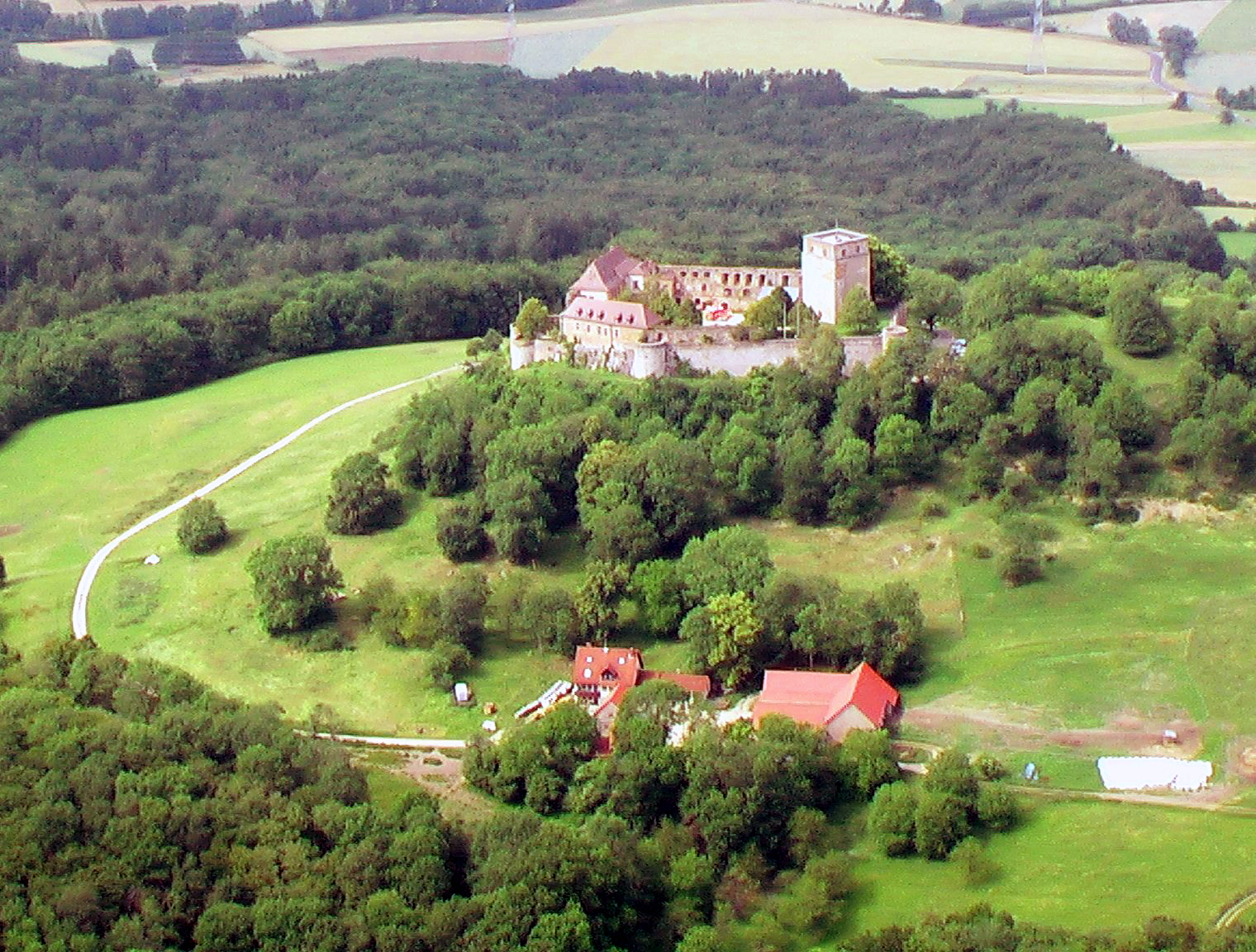
Giechburg mit Schrautershof

Die Giechburg, auch Burg Giech genannt, ist die Ruine einer Höhenburg auf dem Gebiet der Stadt Scheßlitz im Landkreis Bamberg in Bayern. Giechburg ist auch ein Gemeindeteil in der Gemarkung Zeckendorf der Stadt Scheßlitz.

## Geschichte

### Frühgeschichte
Die Besiedlung des Giechburgplateaus ist bis in das Neolithikum nachweisbar, wobei eine besondere Intensivierung der Siedlungstätigkeit während der Keltenzeit zwischen 500 v. Chr. und Christi Geburt stattfand. Unterhalb der Burg, in der Nähe von Demmelsdorf wurde ein Hügelgräberfeld aus der späten Hallstattzeit gefunden. In einer Grabkammer fand man die Wagenbestattung einer keltischen Fürstin mit zahlreichen Schmuckstücken, darunter einen goldenen Spiralring und eine Bernsteinperle sowie Keramik.
Auch während der Völkerwanderungszeit ist eine ununterbrochene Nutzung der vorgeschichtlichen Befestigungsanlagen wahrscheinlich.

### Mittelalterliche Burganlage
Der Bau der mittelalterlichen Burg fand unter den mächtigen Schweinfurter Grafen, vermutlich um die Zeit der verheerenden Ungarneinfälle im 10. Jahrhundert statt. Hierzu wurde das westliche Drittel des Plateaus durch einen tiefen Halsgraben abgetrennt, wobei die restlichen Wehranlagen noch bis ins 12. Jahrhundert weiterbestanden (munitiones ante castrum sitam).
Die Burg diente fortan als Bindeglied zwischen den Königshöfen Hallstadt und Königsfeld auf der Jurahöhe. Die erste urkundliche Erwähnung der Burg stammt aus dem Jahre 1125 in einer Schenkungsurkunde des Bischofs Otto I. des Heiligen, in der Wilhelm von Lützelburg, zweiter Gemahl der Markgräfin Mechthilde von Meißen unter dem Namen Willehalm, liber homo de giche als Zeuge auftritt. Deren Tochter aus erster Ehe, Adela von Beichlingen, ehelichte den Wertheimer Grafen Reginboto, der am Bamberger Hof ein hohes Amt bekleidete und sich nach seiner Heirat comes de gicheburc nach seinem erheirateten Besitz nannte. 1137 brachte Chuniza, sein einziges Kind, die Erbmasse Giech durch Heirat an das Andechser Grafenhaus. 1142 wurde ihre Ehe mit Graf Poppo I. von Andechs wegen zu naher Verwandtschaft der beiden Gatten getrennt und Chuniza vermachte ihr Erbe dem Hochstift Bamberg. Dem Grafen gelang es jedoch, die Belehnung mit dem gesamten Besitz mit Waffengewalt zu erzwingen.

### Erbfolgestreit
Nach dem Tod des letzten Herzogs Otto II. von Andechs-Meranien 1248 folgte ein jahrelanger, zermürbender Erbfolgestreit, der mit der Übernahme der Burg Giech samt ihrem zugehörigen Umfeld, das etwa den jetzigen östlichen Landkreis Bamberg umfasste, durch das den Meraniern verwandte Grafenhaus von Truhendingen endete. Sie verblieb dort bis 1390, als es Bischof Lamprecht von Brunn endlich gelang, das ursprüngliche Lehen für eine hohe Summe von dem hochverschuldeten Grafen zu kaufen.
Unter der Ägide der Bamberger Bischöfe wurde die vernachlässigte Burg formidabel in den Jahren 1421 bis 1430 und von 1431 bis 1459 ausgebaut, unter anderem mit Artillerierondellen, sodass sie während der gefürchteten Hussiteneinfälle als der sicherste Ort im ganzen Hochstift galt. Zwei Rondelle schützten nun zusätzlich das Haupttor. Man verbrachte unter Friedrich III. von Aufseß den Domschatz dorthin und auch ein Teil des Domkapitels begab sich dort in Sicherheit. Unter dem Heerführer Andreas Prokop zogen die böhmischen Anhänger des 1415 verbrannten Jan Hus ab 1430 über die Oberpfalz nach Franken und schlugen auf dem Zug von Bayreuth nach Bamberg zwischen Hollfeld und Scheßlitz ihr Lager auf. Am Lichtmeßtag, dem 2. Februar 1430, setzten sie die Giechburg, den Gügel, Scheßlitz und etliche benachbarte Ortschaften in Brand. Die Stadt Bamberg zahlte 12000 Gulden Brandschatzung und blieb verschont. Die Giechburg hatte sich trotz des erlittenen Brandschadens als sicherer Aufbewahrungsort für den Bamberger Domschatz bewährt. Bischof Anton von Rotenhan ließ die zerstörten Burgteile wieder aufbauen, der Burgeingang wurde auf die Nordwestseite verlegt. Der Domschatz blieb bis über die Zeit des Bamberger Immunitätenstreits hinaus dort wohlverwahrt.

### Bauernaufstand
Während der Bauernaufstände gelang es einer Abordnung von Bauern durch eine Täuschung, die Burg einzunehmen und Brand zu legen, ohne jedoch die Substanz der Burg zu gefährden. In der Nacht zum 16. Mai 1525 wurde die Giechburg von marodierenden Bauern unter Führung des Scheßlitzer Stadtschreibers Wolfram Hollfelder erstürmt, ausgeplündert und in Brand gesetzt. Nach Berichten des Amtmannes Christof von Redwitz entstand ein Schaden von 750 Gulden, die Bauern hatten sieben Fuder Bier, neun Fuder Wein, zwei Kühe, acht Kälber, zehn Ochsen, fünfzehn Schweine und zehn Fässer gesalzenes Hirsch- und Schweinewildfleisch, sowie zahlreichen Hausrat und Waffen geraubt. Der Aufstand wurde schließlich niedergeschlagen und die Anführer durch Erhängen bestraft. Die Bauern hatten zur Wiedergutmachung das entwendete Gut zu ersetzen und die niedergebrannten Gebäude in harter Fronarbeit wieder aufzubauen.

### Zweiter Markgrafenkrieg
Im Zweiten Markgrafenkrieg versuchte Markgraf Albrecht II. Alcibiades von Brandenburg-Kulmbach seinen Einflussbereich zu vergrößern, um ein Herzogtum Franken unter der Herrschaft der Hohenzollern zu schaffen. Im Kampf gegen den Katholizismus erfolgten Plünderungen und die Brandschatzung des Bamberger Hochstifts mit der Zahlung von 80.000 Gulden, neben der Abtretung von 19 Ämtern. Die Giechburg wurde vom 22. bis zum 26. April 1553 von Albrecht Alcibiades' Truppen belagert, bis sie von dem Burgherrn Emeran von Redwitz den Angreifern übergeben wurde. Am 5. Mai 1553 wurde die Burg von 300 Berittenen mit reicher Beute an Flachs, Getreide, Hanf, Haustieren und Schmuck geplündert und in Brand gesteckt.

### Wiederaufbau der Burg als Renaissanceschloss

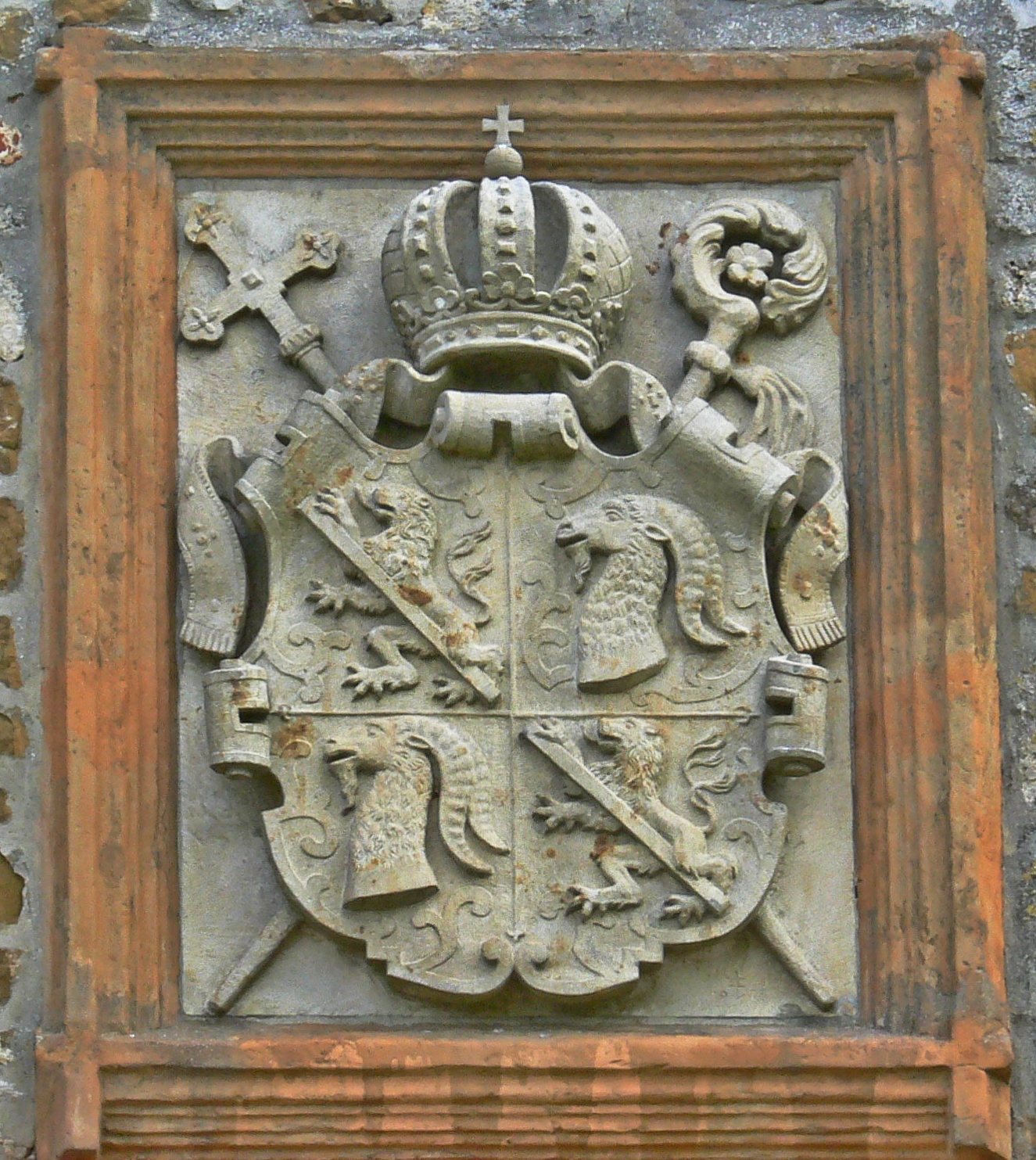
Das gemehrte Wappen des Fürstbischofs Johann Philipp von Gebsattel über dem Haupttor

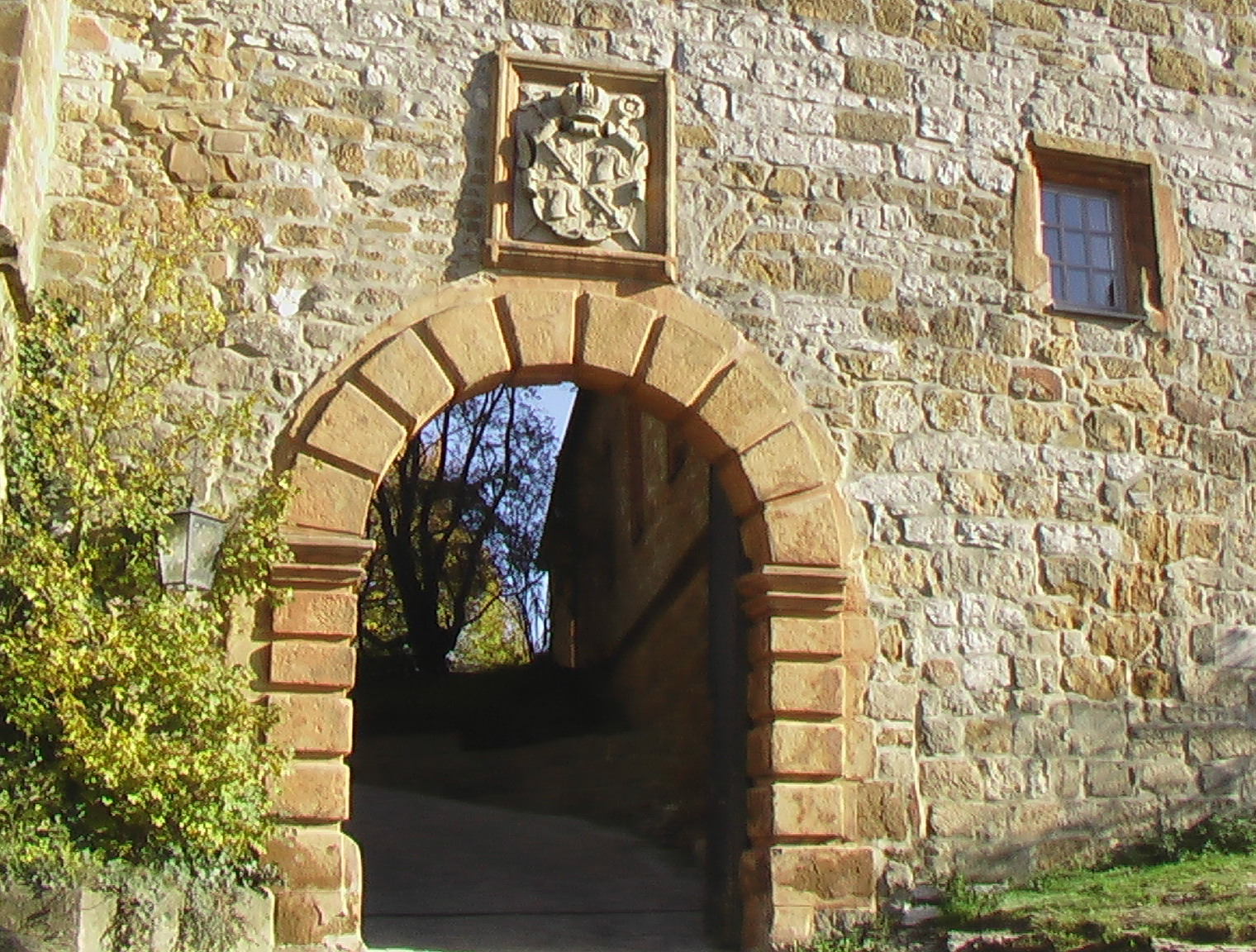
Haupteingang der Giechburg

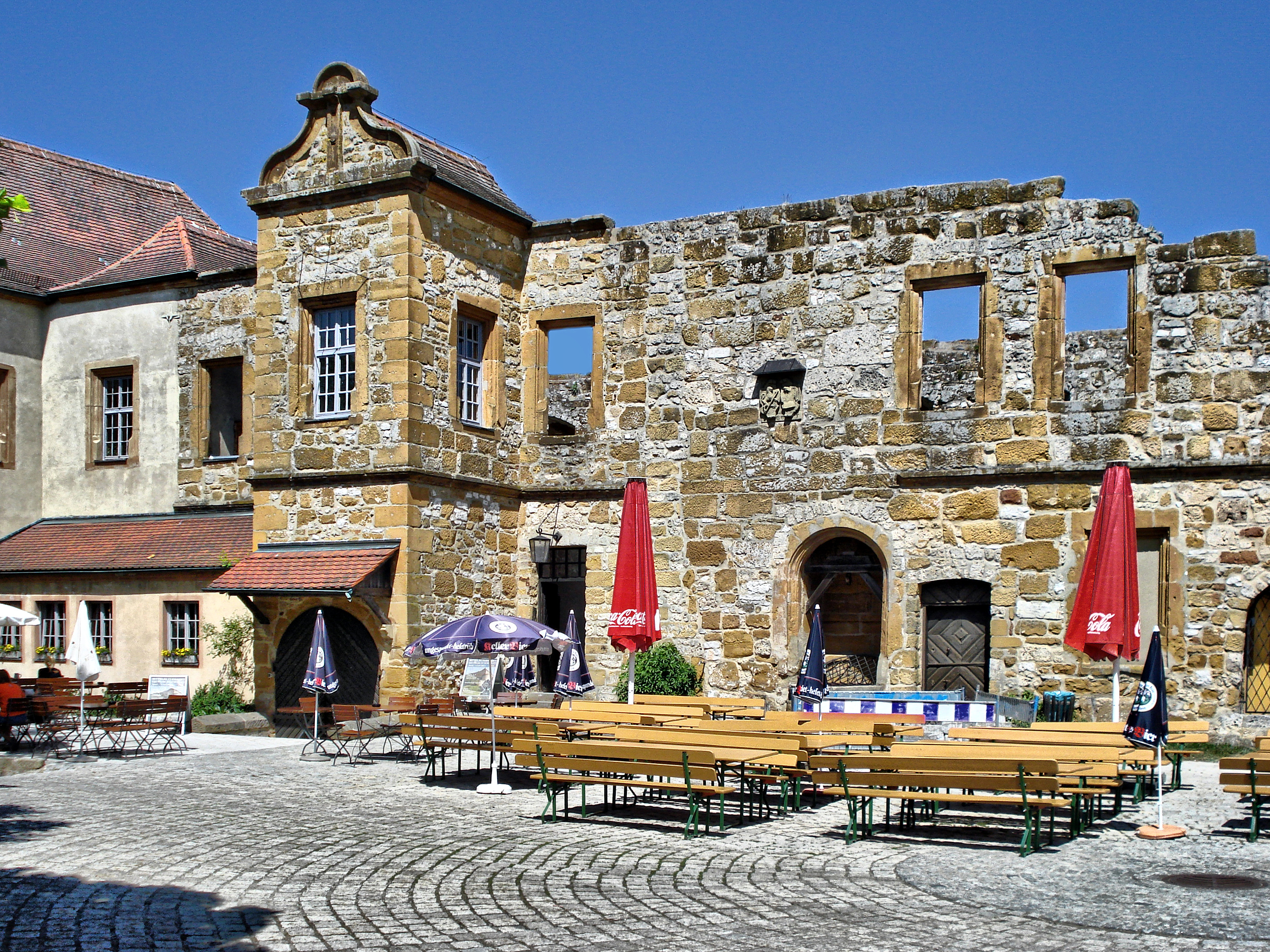
Innenhof

Mit der Regierungszeit des Fürstbischofs Johann Philipp von Gebsattel (1599–1609) wurde die ruinöse Burg als Renaissanceschloss unter Einbeziehung der mittelalterlichen Wehranlagen wieder aufgebaut und fürstlich ausgestattet. Gebsattel ließ die Rondelle des 15. Jahrhunderts durch größere mit getreppten Schießscharten und Schießschlitzen für Musketen ersetzen. Ihre militärische Bedeutung hatte die Bergfeste indessen verloren, denn sie war nur ein gut befestigtes Renaissanceschloss in exponierter Lage. Gebsattel scheute die immensen Aufbaukosten für ein zeitgemäßes, bastioniertes Festungswerk. Die Festungen Rosenberg in Kronach und Forchheim, nach französischem Vorbild errichtet, übernahmen fortan diese Funktion. Das Giechschloss diente nun als Verwaltungssitz der Pflege Giech und Standort für die jährlichen Jagdausflüge der Fürstbischöfe. Sie blieb im Dreißigjährigen Krieg völlig unbehelligt, während in Scheßlitz kein Haus mehr stand.
Als der Verwaltungssitz mit dem Wiederaufbau der Amtsgebäude in Scheßlitz dorthin verlegt wurde, fungierte das Schloss nur noch als Standort der fürstbischöflichen Fohlenaufzucht. Als diese in den neuerbauten Fohlenhof nach Peulendorf verlegt wurde, war das Schloss Amtssitz eines Forstbeamten, dem auch die Brandüberwachung der gesamten Umgebung oblag. Der Unterhalt der Anlagen beschränkte sich auf das Allernötigste; der Verfall begann.

### Rätsel um einen Eisenkorb
Am Turm der Bamberger Altenburg hängt ein Eisenkorb, der angeblich früher für die Übermittlung von Feuersignalen zur 20 Kilometer von Bamberg entfernten Giechburg benutzt wurde. Auf der Giechburg ist eine ähnliche Einrichtung nicht nachweisbar und findet weder in den Bauausgaben des fb. Kastenamts Erwähnung noch in sonstigen dokumentierten Geschichtsabläufen. Da auch der praktische Nutzen einer solchen Einrichtung höchst zweifelhaft erscheint, handelt es sich hierbei höchstwahrscheinlich um ein romantisierendes Attribut für die im Stil des Historismus im 19. Jahrhundert wiederaufgebaute Altenburg.

### Neuere Geschichte
Mit der Säkularisation des Hochstifts wurden die Liegenschaften rund um die Burg separat veräußert. Nach den barbarischen Einreißmaßnahmen von Hohenhausens 1809, die einen eingeleiteten Verfallsprozess rasant beschleunigten, wurde der Bauzustand der Burg zunehmend desolater. 1819 erwarb Graf Friedrich Karl Herrmann von Giech zu Thurnau die Burg vom Königreich Bayern, ohne dass sich Grundlegendes änderte. 1932 verkaufte der letzte Graf von Giech die Burg an Leonhard Schmaus, einen Postbediensteten, dessen Enkel veräußerte den Besitz 1962 an Friedrich Karl Hohmann.
In seinem Reiseführer über Bamberg und Umgebung aus der Zeit um das Jahr 1912 beschreibt der Verfasser Dietrich Amende auch die Stadt Scheßlitz:

„Unmittelbar südlich von Scheßlitz erhebt sich die mächtige Ruine des Schlosses Giech. Die langgestreckte Fensterreihe, durch die jetzt der blaue Himmel scheint, und der gewaltige Bergfried künden die einstige Stärke der im Hussitenkriege zerstörten Burg. Vom Schlosshof (Gastwirtschaft) herrlicher Rundblick. Gleich nördlich von Giech liegt, an den Felsen gelehnt, die interessante befestigte Kirche Gügel.“

## Die Burg heute
Um den weiteren Bestand der Anlagen zu sichern, wurde 1967 der Förderkreis der Freunde der Giechburg e. V. gegründet und erste nennenswerte Sanierungsarbeiten eingeleitet. Mit der Übernahme der Burganlage durch den Landkreis Bamberg 1971 löste sich der Verein auf und unter der Obhut der Kreisverwaltung begann ein umfassendes Sanierungsprogramm und der Ausbau als Tagungsort und kulturelles Veranstaltungszentrum des Landkreises Bamberg. Überdies bietet die Burg einen Gastronomiebetrieb und Beherbergungsmöglichkeiten.
An der Burg verläuft der Fränkische Marienweg vorbei.

## Beschreibung von Lage und Bau

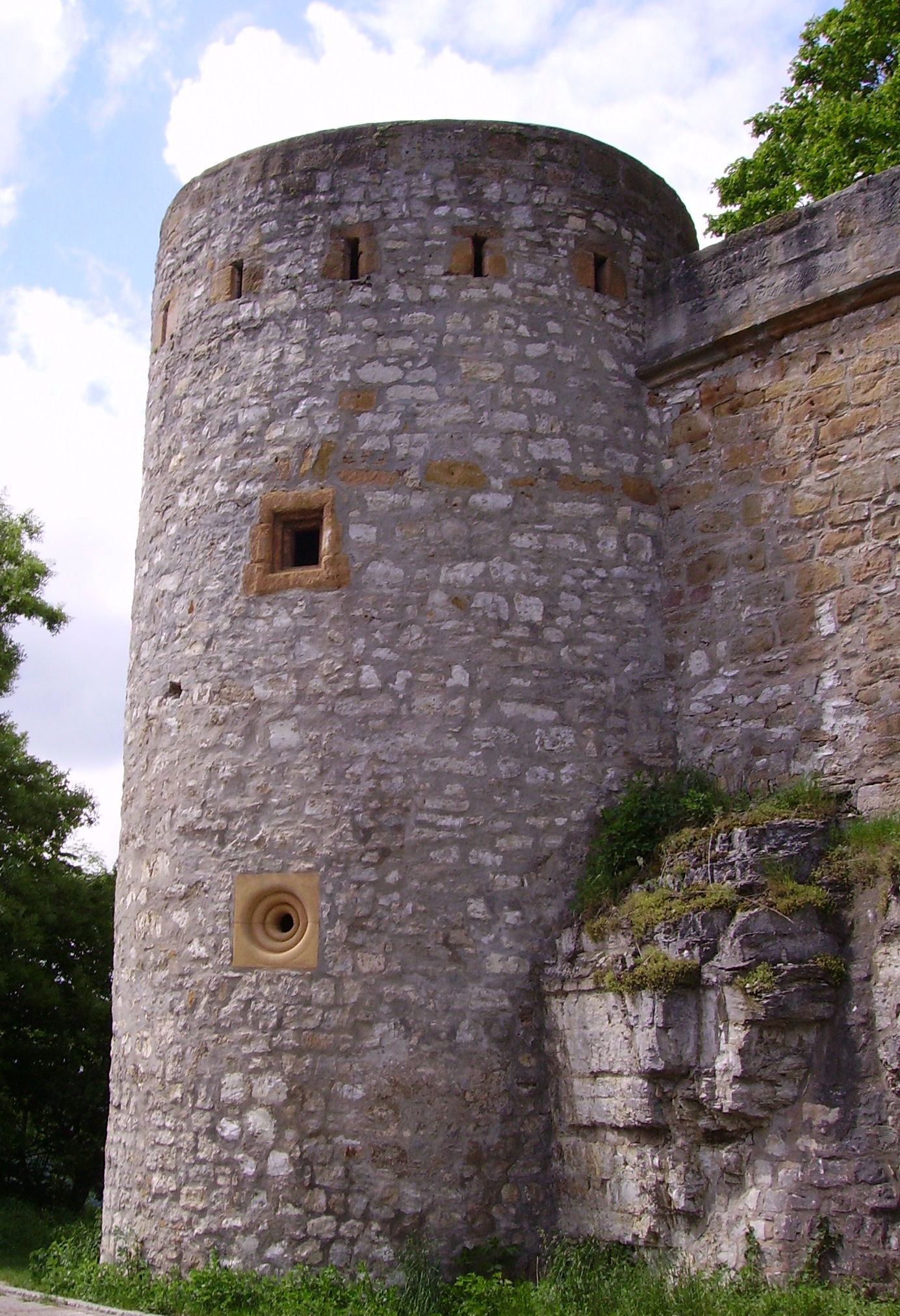
Rundturm der Außenbefestigung

Die Burg liegt auf dem westlichen Ende einer felsigen Jurakuppe in Spornlage weithin sichtbar über dem Tal. Der dritte Teilabschnitt des Plateaus im Osten des Höhenzuges markiert den Standort einer bischöflichen Gegenburg der ersten Hälfte des 12. Jahrhunderts. Dieses Haus des Bischofs fiel wahrscheinlich den kriegerischen Auseinandersetzungen während des meranischen Erbschaftsstreits zum Opfer. Auf dem Bergplateau sind drei Gräben im Gelände erkennbar. Die kleinere Teilfläche zwischen den bebauten Arealen war als von jeder Bebauung freizuhaltende Fläche vertraglich abgesichert. Am Ostrand des in vor- und frühgeschichtlicher Zeit in seiner Gesamtfläche besiedelten Plateaus ist noch ein kleiner Wallrest erkennbar. Von der hochmittelalterlichen Burg haben sich der untere Teil des Bergfrieds und ein Mauerzug unter der ehemaligen mehrere Meter starken und etwa fünf Meter hohen östlichen Schildmauer erhalten, ebenso der größte Teil des Mauerberings, der nach der Übernahme der Burg durch das Bamberger Hochstift 1390 forciert ergänzt und verstärkt wurde. Die Burg galt danach als so wehrhaft, dass der Bamberger Domschatz während der Bedrohungen der Hussitenzeit und des Bamberger Immunitätenstreits hier in Sicherheit gebracht wurde. Die mittelalterlich geprägten Wohn- und Wirtschaftsgebäude wurden 1553 zerstört.
Die Kernburg geht in ihrer heutigen Form auf die Bautätigkeit von Fürstbischof Johann Philipp von Gebsattel in den Jahren 1602 bis 1609 zurück. Die beiden Flügel im Süden und Westen wurden inzwischen modern ausgebaut und werden als Burggaststätte und Tagungsort der Kreisverwaltung genutzt. Der lange Nordflügel mit seinen zahlreichen Fensteröffnungen wurde seit dem frühen 19. Jahrhundert in zwei Teilabschnitten zur Ruine. Im Osten springt ein runder, ebenfalls ruinöser Treppenturm aus dem Mauerverband. Gut erhalten ist nur ein zweigeschossiger Erker im Westen der Hofseite über dem Kellereingang, der von einem einfachen Renaissance-Schweifgiebel bekrönt wird. Daneben der nach 1390 abgegrabene ca. 40 Meter tiefe Brunnen. Der schmale Flügel im Süden entstammt ebenfalls der Gebsattel’schen Dreiflügelanlage und beherbergte einst die Schlosskapelle sowie den teilweise in Fachwerkbauweise aufgeführten, ebenfalls abgegangenen Marstall. Ein ehemals vorhandenes zweites Obergeschoss musste wegen Baufälligkeit zu Beginn des 20. Jahrhunderts vollständig abgetragen werden. Dieser in einigen Publikationen dem Fürstbischof Marquard Sebastian von Stauffenberg zugeschriebene Kavaliersbau ist auf einen Bericht des Hofkammerrats von Roppelt zurückzuführen, der diesen 1785, also rund hundert Jahre später verfasste. In den vorhandenen Baurechnungen des Kastenamts finden sich hierfür keinerlei Anhaltspunkte, noch bestand zu jener Zeit Anlass für ein solches Bauvorhaben.

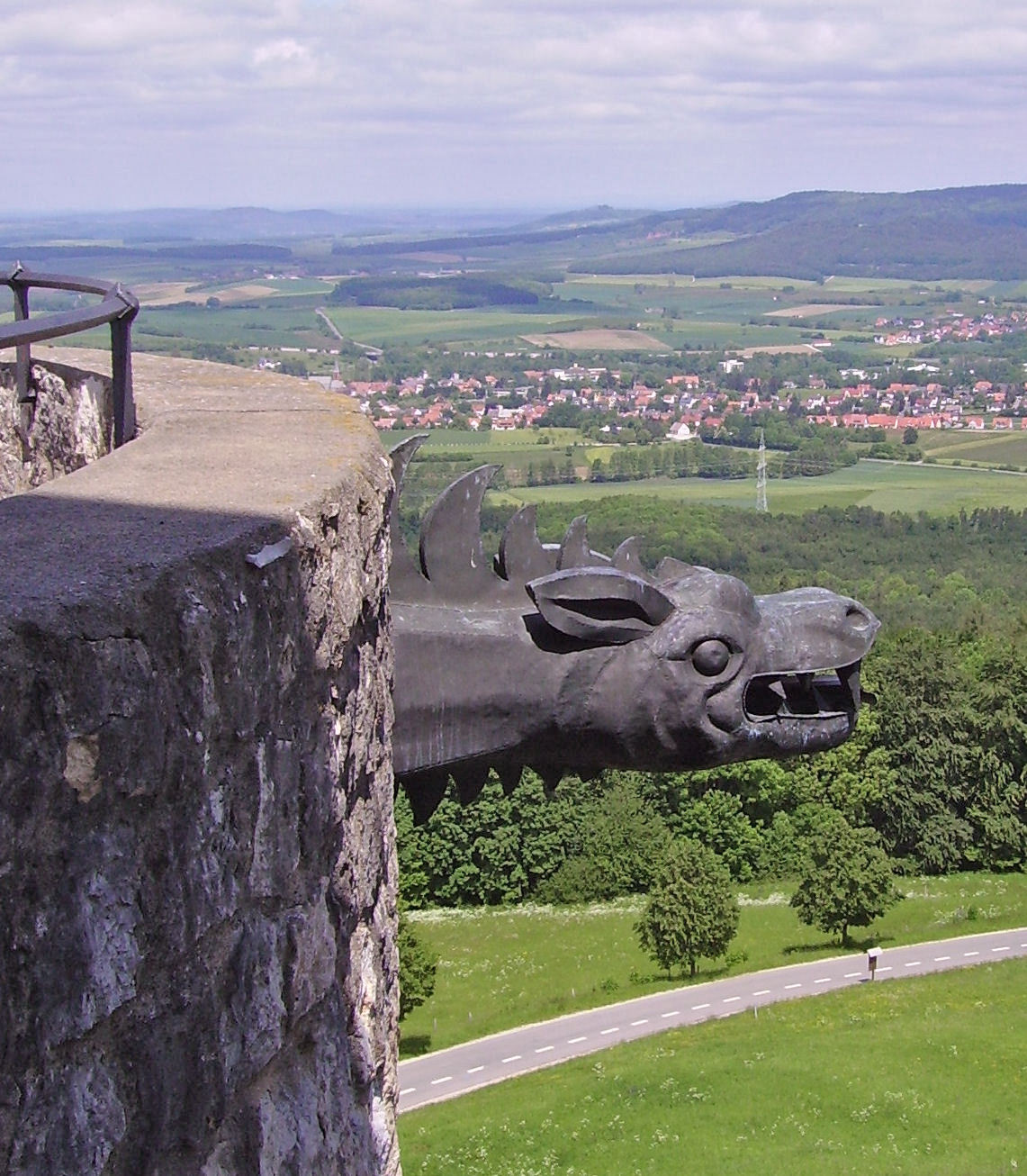
Wasserspeier

Der mächtige quadratische Bergfried (12,5 × 12,5 Meter) steht frei im östlichen Burgbereich. Der große Turm ist über Eck gestellt und bot so den mittelalterlichen Katapulten und Wurfmaschinen weniger Angriffsfläche. Der Sockelbereich zeigt noch in Teilbereichen das kleinteilige Quadermauerwerk der hochmittelalterlichen Burganlage. Ursprünglich wohl – ebenso wie die davor liegende Schildmauer – durch einen Fachwerkaufbau abgeschlossen, befand sich im Untergeschoss ein Tonnengewölbe und in einem der Obergeschosse ist noch die Kaminanlage für eine beheizbare Turmstube erhalten. Der einzige im Hochmittelalter vorhandene Hocheingang befindet sich an der Nordostseite. Das Rundbogenportal auf Geländehöhe wurde während der Umbauphase der Gebsattelzeit neu angelegt, ebenso der Zugang auf der Westseite, der den die Gemächer des Fürstbischofs beherbergende Nordflügel im Obergeschoss mit dem Bergfried über eine überdachte hölzerne Brücke verband. Aus dieser Zeit stammt auch das etwas zurückgesetzte, rechteckig durchfensterte Obergeschoss. Überdeckt wurde der Bergfried ehedem mit einer schiefergedeckten welschen Haube.
Ursprünglich betrat man das Burgareal durch das abgegangene Äußere Tor am Beginn der westlichen Wehrmauer, zu dem auch ein Torhaus gehörte. Eine Fensteröffnung weist noch darauf hin. Dem gotischen oder Mittleren Tor im Westen ist der ehemals schießschartenbewehrte Äußere Zwinger burgseits vorgelagert. An der Nordwestbastion zwischen den beiden Toren befand sich ehedem ein Wappenstein des Bischofs Friedrich III. von Aufseß (1421–1431). Über dem Torbogen des mittleren Tores erkennt man die Wappen der Bischöfe Anton von Rotenhan (1431–1459) und Georg I. von Schaumberg (1459–1475). Dahinter liegt der Innere Zwinger mit dem ehemaligen Torwärtersgang auf der Rückseite der abgegangenen Schießschartenmauer zum Nordwestturm. Über dem Rustikaportal des anschließenden Haupttores ist eine Sandsteintafel mit dem Wappen des Bischofs Johann Philipp von Gebsattel (1599–1609) eingelassen. Eine etwaige Verlegung des Burgeingangs vom Osten der Burg in den Westteil geht auf einen Gedanken des Burgenforschers Hellmut Kunstmann zurück, wird aber weder durch die vorhandenen Baurechnungen belegt noch bestand jemals Anlass, die Sicherheit der Burg durch einen Zugang im gefährdeten Bereich des niveaugleichen Plateaus im Osten in Frage zu stellen. Der Ostteil der Burg war seit Anbeginn durch die hohe Schildmauer und den Bergfried abgeriegelt.

## Aussicht

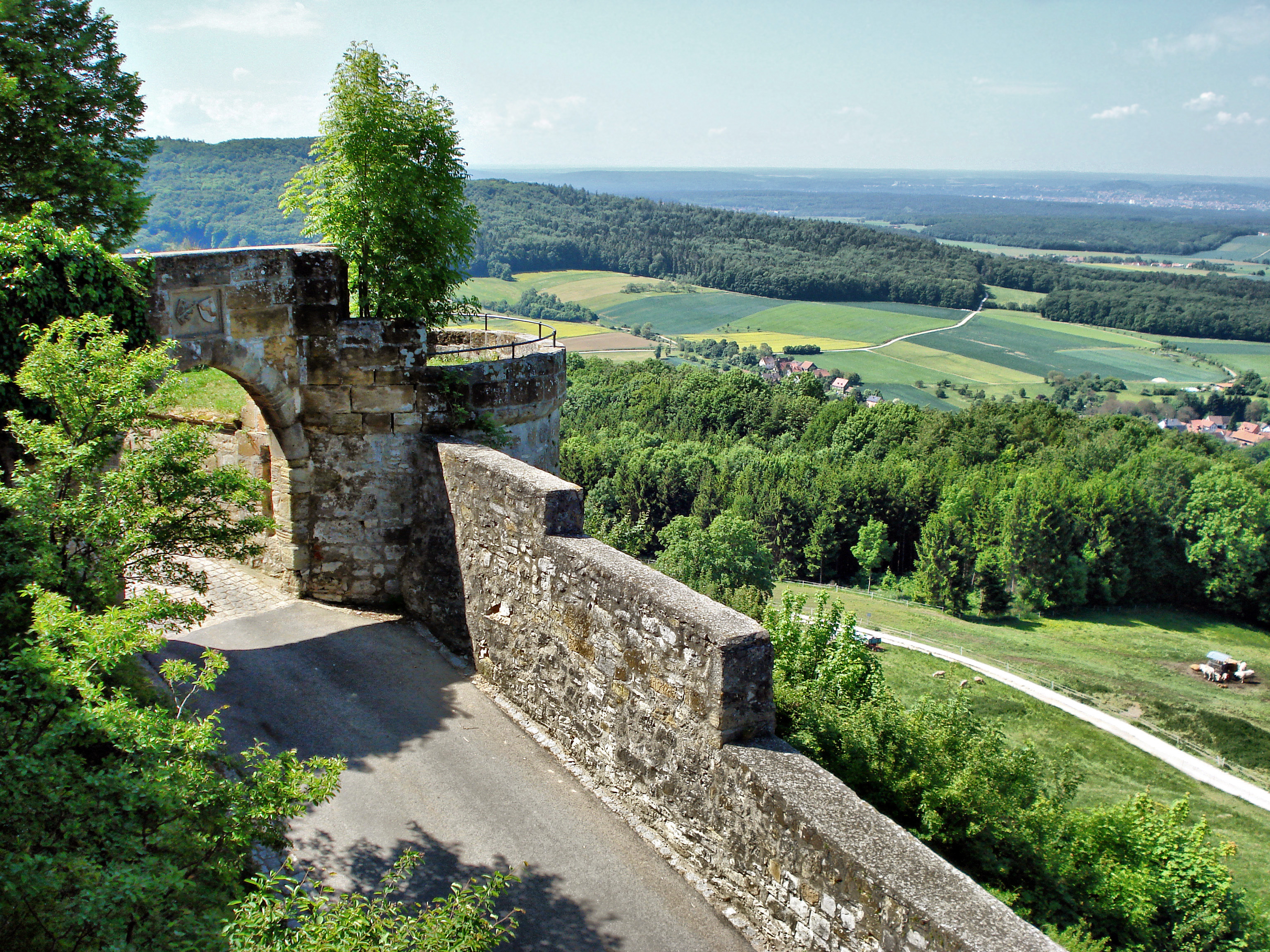
Blick von der Giechburg

Bei guten Wetter kann eine gute Aussicht über die Region Bamberg bis nach Thüringen genossen werden, wobei auf einer Tafel auf der Burg folgende Aussichtspunkte von West nach Ost genannt sind:
- Büchelberg, 36 km
- Kreuzberg, 14 km
- Steigerwald und Zabelstein, 42 km
- Kraiberg, 14 km
- Haßberge, 34 km
- Wasserkuppe in der Rhön, 100 km
- Gleichberge, 56 km
- Eierberge bei Bad Staffelstein, 18 km
- Veitsberg, 12 km
- Thüringer Wald, 60 km

## Sagen
Die Burg ist u. a. Schauplatz der Sage vom Zwerg von Freudeneck.